# Wasser-Öl-Separationsanlage

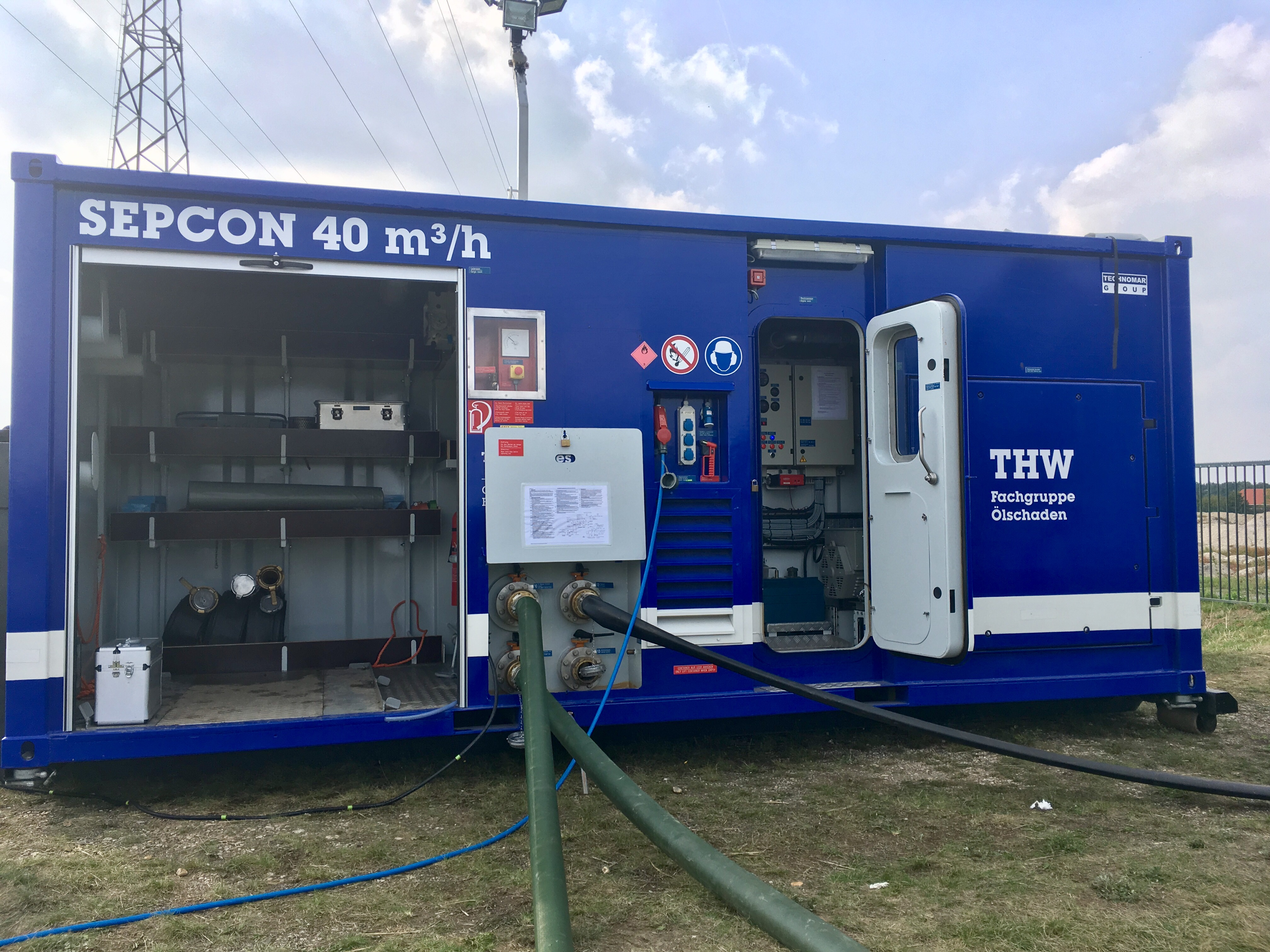
Beispiel einer SEPCON Anlage beim THW

Eine Wasser-Öl-Separationsanlage (Abk. SEPCON) ist ein mobiler Fettabscheider zur Trennung von Wasser und Ölen oder ölhaltigen Stoffen.

## Einsatz
SEPCON-Anlagen werden unter anderem von Feuerwehren und von den Fachgruppen Ölschaden des Technischen Hilfswerks eingesetzt. Die Anlagen sind mobil, also auf Fahrzeugen, Anhängern oder in Wechselcontainern verlastet. Sie werden eingesetzt, wenn (zum Beispiel nach Schiffs- oder Verkehrsunfällen) Treibstoff oder andere Öle in Wasser ausgelaufen sind. Da Öl auf Wasser schwimmt, können beide Schichten einfach separiert werden.